# Bluestonehenge
„Bluestonehenge” névvel, vagy rövidebb alakban „Bluehenge” névvel jelölik azt az építményt, amelyet a „nagy” Stonehenge közelében tártak föl Nagy-Britanniában. 

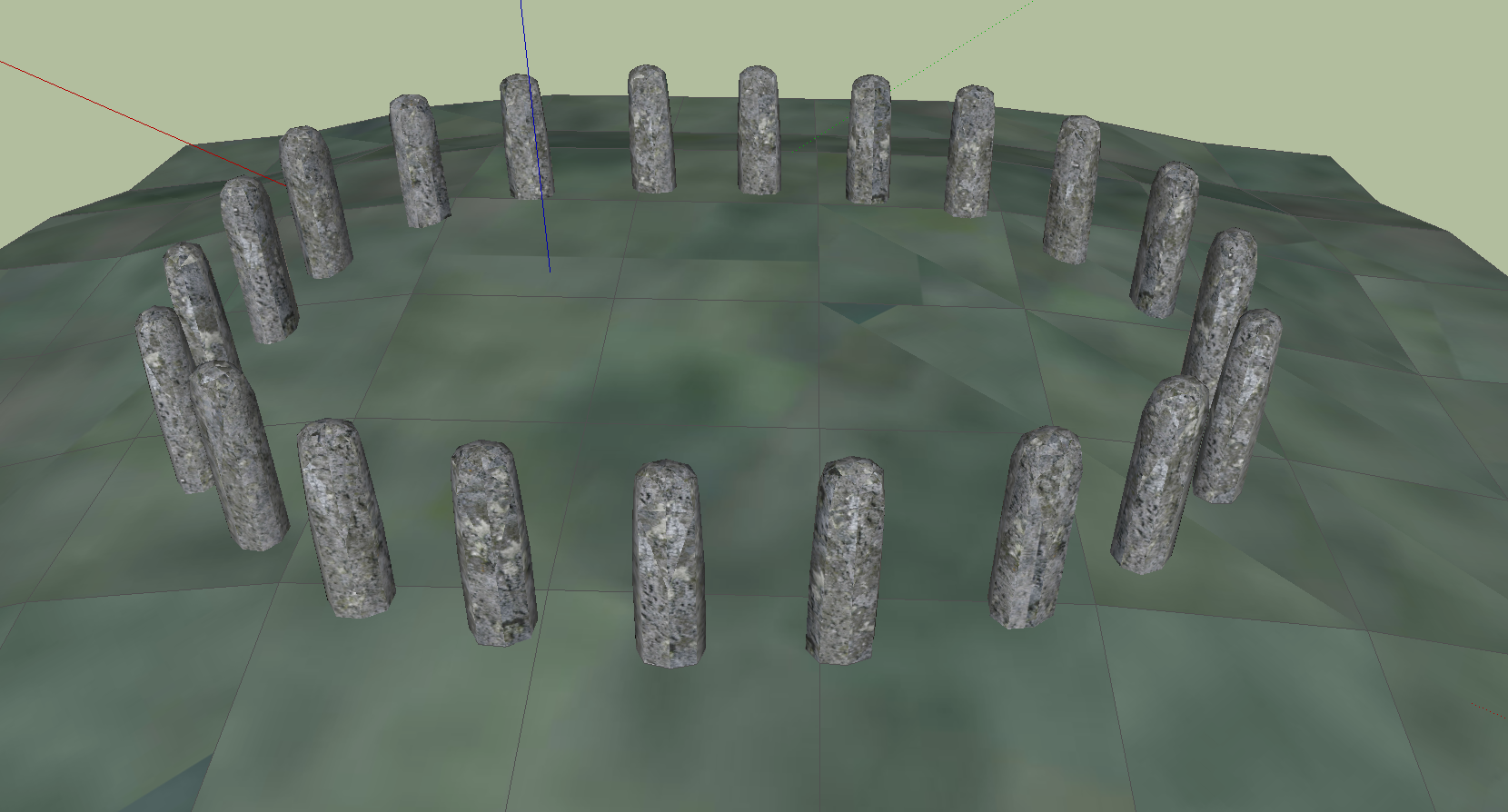
A Bluestonehenge számítógéppel rekonstruált látképe

## Története
A kis-Stonehenge-nek is nevezhető építményt, amely kör alakban fölállított kőtömbökből áll, 2008 augusztusában találták meg brit régészek. Az ásatásokat 2009 augusztusában folytatták és 2009 októberében hozták nyilvánosságra.
Ezt az építményt is a Kr. e. 3000 és 2400 közötti időre helyezik a kutatók. A fölállított sziklák üregeiben faszénmaradványokat találtak. Ezekből arra következtetnek a kutatók, hogy halotthamvasztási események történtek a helyszínen.
A kőkört alkotó kövek kékes színűek, bazaltok. Ezekről kapta az építmény a mostani elnevezését. Ilyen kőzeteket Wales délnyugati részén bányásznak.

## Külső hivatkozások
- Mini-Stonehenge
- Blue-Stonehenge
- Riport az ásatásról Archiválva 2009. november 25-i dátummal a Wayback Machine-ben
- A Sheffieldi Egyetem riportja a fölfedezésről